# Santi Cosma e Damiano (diaconia)
La diaconia dei Santi Cosma e Damiano (in latino: Diaconia Sanctorum Cosmæ et Damiani), secondo il Liber Pontificalis, fu eretta da papa Adriano I. La sua basilica, voluta da papa Felice IV fu ricavata dalla trasformazione di un grande edificio pagano.

## Titolari
- Pietro Pierleoni, O.S.B.Clun. (1106 - dicembre 1120 nominato cardinale presbitero di S. Maria in Trastevere)
- Gionata di Tuscolo (18 dicembre 1120 - 1130 nominato cardinale presbitero di S. Maria in Trastevere)
- Guido da Vico (1130 - 1150)
- Rolando Bandinelli, C.R.L. (ottobre 1150 - 1152 nominato cardinale presbitero di San Marco, poi eletto papa Alessandro III)
- Boso Breakspear, O.S.B. (1155 - 1165)
  - Vacante (1165-1178)
- Graziano (1178 - 1203)
- Giovanni Colonna (1205 - 1216 nominato cardinale presbitero dei Santi Giovanni e Paolo)
- Gil Torres (dicembre 1216 - 5 novembre 1254 deceduto)
  - Vacante (1254-1262)
- Giordano Pironti (22 maggio 1262 - ottobre 1269 deceduto)
  - Vacante (1269-1295)
- Benedetto Caetani (1295 - 14 dicembre 1297 deceduto)
  - Vacante (1297-1305)
- Guillaume Ruffat des Forges (15 dicembre 1305 - 1306 nominato cardinale presbitero di Santa Pudenziana)
- Luca Fieschi (1306 - 31 gennaio 1336 deceduto)
  - Vacante (1336-1402)
- Leonardo Cybo (27 febbraio 1402 - 1404 deceduto)
- Jean Gilles (12 giugno 1405 - 1º luglio 1408 deceduto)
- Pietro Stefaneschi (2 luglio 1409- 1410 nominato cardinale diacono di Sant'Angelo in Pescheria)
  - Francesco Zabarella (6 giugno 1411 - 26 settembre 1417 deceduto) (pseudocardinale dell'antipapa Giovanni XXIII)
  - Vacante (1417-1426)
- Ardicino della Porta seniore (27 maggio 1426 - 9 aprile 1434 deceduto)
  - Vacante (1434-1477)
- Pierre de Foix il giovane (15 gennaio 1477 - agosto 1485 nominato cardinale presbitero di San Sisto)
  - Vacante (1485-1493)
- Alessandro Farnese (23 settembre 1493 - 29 novembre 1503); in commendam (29 novembre 1503 - 25 settembre 1513, poi eletto papa Paolo III)
- Innocenzo Cybo (29 settembre 1513 - 26 giugno 1517 nominato cardinale diacono di Santa Maria in Domnica)
- Giovanni Salviati (13 novembre 1517 - 8 gennaio 1543 nominato cardinale vescovo di Albano)
- Giacomo Savelli (8 gennaio 1543 - 9 marzo 1552 nominato cardinale diacono di San Nicola in Carcere)
- Girolamo Simoncelli (5 dicembre 1554 - 15 gennaio 1588 nominato cardinale presbitero di Santa Prisca)
- Federico Borromeo seniore (9 gennaio 1589 - 20 marzo 1589 nominato cardinale diacono di Sant'Agata alla Suburra)
- Guido Pepoli (15 gennaio 1590 - 6 febbraio 1592 nominato cardinale diacono di Sant'Eustachio)
- Flaminio Piatti (9 marzo 1592 - 15 marzo 1593 nominato cardinale presbitero di San Clemente)
  - Vacante (1593-1623)
- Agostino Spinola (18 dicembre 1623 - 24 marzo 1631 nominato cardinale presbitero di San Bartolomeo all'Isola)
- Alessandro Cesarini (6 settembre 1632 - 9 febbraio 1637 nominato cardinale diacono di Santa Maria in Cosmedin)
  - Vacante (1637-1645)
- Benedetto Odescalchi (24 aprile 1645 - 21 aprile 1659 nominato cardinale presbitero di Sant'Onofrio, poi eletto papa Innocenzo XI)
- Odoardo Vecchiarelli (19 aprile 1660 - 31 luglio 1667 deceduto)
- Leopoldo de' Medici (9 aprile 1668 - 14 maggio 1670 nominato cardinale diacono di Santa Maria in Cosmedin)
- Niccolò Acciaiuoli (19 maggio 1670 - 19 ottobre 1689 nominato cardinale diacono di Santa Maria in Via Lata)
- Fulvio Astalli (19 ottobre 1689 - 19 febbraio 1710 nominato cardinale presbitero dei Santi Quirico e Giulitta)
  - Vacante (1710-1730)
- Bartolomeo Ruspoli (22 novembre 1730 - 21 maggio 1741 deceduto)
- Mario Bolognetti (23 settembre 1743 - 15 maggio 1747 nominato cardinale diacono di San Nicola in Carcere)
- Carlo Vittorio Amedeo delle Lanze (31 luglio 1747 - 2 ottobre 1747 nominato cardinale presbitero di San Sisto)
  - Vacante (1747-1753)
- Ludovico Maria Torriggiani (10 dicembre 1753 - 22 aprile 1754 nominato cardinale diacono dei Santi Vito, Modesto e Crescenzia)
  - Vacante (1754-1756)
- Girolamo Colonna di Sciarra (20 settembre 1756 - 22 settembre 1760 nominato cardinale diacono di Sant'Agata alla Suburra)
- Cornelio Caprara (25 gennaio 1762 - 5 aprile 1765 deceduto)
- Benedetto Veterani (1º dicembre 1766 - 12 agosto 1776 deceduto)
  - Vacante (1776-1785)
- Antonio Maria Doria Pamphilj (11 aprile 1785 - 30 marzo 1789 nominato cardinale diacono di Santa Maria ad Martyres)
- Ludovico Flangini (14 dicembre 1789 - 21 febbraio 1794 nominato cardinale diacono di Sant'Agata alla Suburra)
  - Vacante (1794-1816)
- Giovanni Caccia-Piatti (29 aprile 1816 - 15 settembre 1833 deceduto)
  - Vacante (1833-1858)
- Pietro de Silvestri (18 marzo 1858 - 27 settembre 1861 nominato cardinale presbitero di San Marco)
  - Vacante (1861-1879)
- Tommaso Maria Zigliara, O.P. (15 maggio 1879 - 1º giugno 1891 nominato cardinale presbitero di Santa Prassede)
  - Vacante (1891-1896)
- Raffaele Pierotti, O.P. (3 dicembre 1896 - 7 settembre 1905 deceduto)
- Ottavio Cagiano de Azevedo (14 dicembre 1905 - 6 dicembre 1915 nominato cardinale presbitero di San Lorenzo in Damaso)
- Andreas Frühwirth, O.P., titolo pro illa vice (7 dicembre 1916 - 19 dicembre 1927 nominato cardinale presbitero di San Lorenzo in Damaso)
  - Vacante (1927-1935)
- Vincenzo Lapuma (19 dicembre 1935 - 4 novembre 1943 deceduto)
  - Vacante (1943-1953)
- Crisanto Luque Sánchez, titolo pro illa vice (15 gennaio 1953 - 7 maggio 1959 deceduto)
- Francesco Morano (17 dicembre 1959 - 12 luglio 1968 deceduto)
- Johannes Willebrands (30 aprile 1969 - 6 dicembre 1975 nominato cardinale presbitero di San Sebastiano alle Catacombe)
- Eduardo Francisco Pironio (24 maggio 1976 - 22 giugno 1987); titolo pro illa vice (22 giugno 1987 - 11 luglio 1995 nominato cardinale vescovo di Sabina-Poggio Mirteto)
- Giovanni Cheli (21 febbraio 1998 - 1º marzo 2008); titolo pro illa vice (1º marzo 2008 - 8 febbraio 2013 deceduto)
- Beniamino Stella (22 febbraio 2014 - 1º maggio 2020 nominato cardinale vescovo di Porto-Santa Rufina)
- Mario Grech, dal 28 novembre 2020